# 桃河りか
桃河 りか（ももかわ りか、10月1日 - ）は、日本の女性声優。岡山県出身。EARLY WING所属。

## 経歴・人物
- 元々は舞台役者に興味があって上京[2]。
- 卒業生の進路に劇団があり、発声などの基礎から教えてくれる専門学校を探し、専門学校 東京声優・国際アカデミーの声優養成科へ通うようになる。その後、友人の言葉をきっかけに声優を目指すようになった[3]。
- 憧れの声優は新井里美[2]。
- 特技はパッチワーク[2]。
- 嫌いなものは虫である[3]。
- 主なニックネームは「ももかん」「もかしゃん」であるが、『ぽにきゃんぜん部!』用にニックネームを考えて、リスナーアンケート投票した結果、フェアリーももを意味する「フェアもも」に決定した。

## 出演
太字はメインキャラクター。

### テレビアニメ
2015年
- 不思議なソメラちゃん（天童雫、親メヌースー、メヌースー）

2016年
- 三者三葉（薗部篠）
- 魔装学園H×H（クレメンタイン・バロウズ）

2018年
- まめねこ（亀）

2019年
- 魔王様、リトライ!（バニー族幼女B）
- 警視庁 特務部 特殊凶悪犯対策室 第七課 -トクナナ-（女性行員）

2024年
- 天穂のサクナヒメ（かいまる）

2025年
- 誰ソ彼ホテル（塚原音子）

### 劇場アニメ
- ずんだホライずん（2017年、中国うさぎ[9]）

### ゲーム
時期不明
- 究極×進化!戦国ブレイク（【嬌の声】【愛奏の旬】【冬去の響】細川ガラシャ）
- 激突！クラッシュファイト（アイドル・ココネ）
- 武器よさらば（シオン）
- League Of Angels2（ルル）
- ラグナブレイク・サーガ（マンドレイク）

2013年
- ウチの姫さまがいちばんカワイイ（凍氷姫 ゲルダ・スムージー）

2014年
- ひめがみ絵巻（モモト、卑弥呼）

2015年
- 100％おれんじじゅ～すっ！（クリララリス）
- 刻のイシュタリア（不思議の国のアリス、蠱惑の王妃グィネヴィア）
- 戦国姫譚MURAMASA-雅-（北条氏康、多目元忠、愛姫）
- 輝星のリベリオン（アフロディーテ、ワシリーサ）
- モンスター娘のいる日常オンライン（ミサキ、クーネ）
- ROOT∞REXX

2016年
- クイズRPG 魔法使いと黒猫のウィズ（シャボンヌ）
- ルナプリ from 天使帝國（トリシャ）

2017年
- アズールレーン（ハルゼー・パウエル、ヘリング）
- 誰ソ彼ホテル（塚原音子）
- 天華百剣 -斬-（疱瘡正宗）
- ねぷねぷ☆コネクト カオスチャンプル（クリス、イクス）

2018年
- 温泉むすめ ゆのはな これくしょん（野沢菜々）
- ソラとウミのアイダ（守護神キャラ）
- 竜星のヴァルニール（プチトット）

2019年
- エンゲージプリンセス（アンティ）
- ウィザーズシンフォニー（フィーライン・ソラ）
- けものフレンズ3（ヒツジ）

2020年
- ラストピリオド（トレーク）
- ひよこ社長のまちづくり（Dr.ケルビン）
- きららファンタジア（薗部）
- 天穂のサクナヒメ（かいまる）

2025年
- 届けろ！戦え！カラミティエンジェルズ（シロカ）
- 逆転オセロニア（アミィ）

### 吹き替え

#### アニメ
- どうぶつたんけん!ドゥダとダダ（2021年、ドゥダ[17]）
- ワンダルーズSeason2#18(2024年、Netflix)

### ラジオ
- 喜多村英梨と桃河りかのPREMIERE PARTY♪Radio♪

### インターネット番組
- ちょぼらうにょぽみ劇場「不思議なソメラちゃん」ニコ生『なまそめら』（2015年 - 2016年、ニコニコ生放送）[18]
- ひめがみ絵巻のヒメゴト（2016年、ニコニコ生放送）[19]
- ぽにきゃんぜん部!（2017年 - 2018年、音泉） - 第4期レギュラー

### テレビ番組
- アテコ声龍門（2015年4月1日 - 6月24日、TOKYO MX他）
- Voice Bar キュイーン'S（2015年10月12日、NOTTV）※ゲストとしての出演[20]

### 映画
- 漫画誕生（2019年、とんだはね子、劇中アニメ）

### 舞台
- あいまいみー THE みゅ〜じかる（2017年8月15日 - 20日、新宿シアターブラッツ）
- あいまいみー THE みゅ〜じかる 〜りぷれい〜（2017年10月12日 - 15日、新宿シアターブラッツ）

### 朗読劇
- てぇてぇ夏の物語：ずんだもんとつむぎのバーチャル大冒険（2025年6月7日 - 8日、中国うさぎ[21]）

### その他コンテンツ
- 温泉むすめ（野沢菜々）
- 声優がねってみた&たべてみた。（2019年）[22]
- ノベルアップ+ PR動画（ノベラ）
- VOICEVOX 中国うさぎ

## ディスコグラフィ

### キャラクターソング
| 発売日         | 商品名                                             | 歌                                                                                           | 楽曲                                           | 備考                                                   |
| -------------- | -------------------------------------------------- | -------------------------------------------------------------------------------------------- | ---------------------------------------------- | ------------------------------------------------------ |
| 2015年11月21日 | プリズムMAX 〜平成維新フルHDリマスター版〜         | 野乃本ソメラ（仲谷明香）、野乃本ククル（本渡楓）、天童雫（桃河りか）、松嶋あい（長縄まりあ） | 「プリズムMAX 〜平成維新フルHDリマスター版〜」 | テレビアニメ『不思議なソメラちゃん』オープニングテーマ |
| 2015年11月21日 | プリズムMAX 〜平成維新フルHDリマスター版〜         | 野乃本ソメラ（仲谷明香）、野乃本ククル（本渡楓）、天童雫（桃河りか）、松嶋あい（長縄まりあ） | 「ソメラ色デイズ」                             | テレビアニメ『不思議なソメラちゃん』関連曲             |
| 2016年2月3日   | 不思議なソメラさんトラ 〜不思議なソメラちゃんOST〜 | 天童雫（桃河りか）                                                                           | 「プリズムMAX返し！アンド レボリューション」   | テレビアニメ『不思議なソメラちゃん』関連曲             |
| 2016年2月3日   | 不思議なソメラさんトラ 〜不思議なソメラちゃんOST〜 | 松嶋あい（長縄まりあ）、天童雫（桃河りか）                                                   | 「ちょっとHなうなぎの唄」                      | テレビアニメ『不思議なソメラちゃん』関連曲             |
| 2016年5月18日  | 「三者三葉」キャラクターソング Vol.1               | 西川葉子（和久井優）、薗部篠（桃河りか）                                                     | 「ラズベリー畑でつかまえて」                   | テレビアニメ『三者三葉』関連曲                         |
| 2016年5月18日  | 「三者三葉」キャラクターソング Vol.1               | 薗部篠（桃河りか）                                                                           | 「Loli-pop☆Monster」                           | テレビアニメ『三者三葉』関連曲                         |
| 2020年4月29日  | 百華繚乱 弐                                        | 八文字長義（櫻庭有紗）、疱瘡正宗（桃河りか）、村雨助廣（小堀幸）                             | 「ハチャメチャpanicでパーティtonight」         | ゲーム『天華百剣 -斬-』関連曲                          |